# امپاتاکامرورنی
امپاتاکامرورنی (به لاتین: Ampatakamaroreny) یک سکونتگاه مسکونی در ماداگاسکار است که در سوفیا (ماداگاسکار) واقع شده‌است.

## خصوصیات
امپاتاکامرورنی ۳٬۰۰۰ نفر جمعیت دارد و ۸۷۶ متر بالاتر از سطح دریا واقع شده‌است.